# Armour (Dél-Dakota)
Armour település az Amerikai Egyesült Államok Dél-Dakota államában, Douglas megyében, melynek megyeszékhelye is. Lakosainak száma 698 fő (2020. április 1.).

## Népesség
A település népességének változása:

| 2010 | 699 |
| 2020 | 698 |